# Porthidium volcanicum
Porthidium volcanicum är en ormart som beskrevs av Solórzano 1995. Porthidium volcanicum ingår i släktet Porthidium och familjen huggormar.
Inga underarter finns listade i Catalogue of Life.
Arten förekommer vid vulkaner och andra berg i Costa Rica och Panama. Den hittas mellan 400 och 1000 meter över havet. Exemplar registrerades till exempel i områden som tidigare var täckt av fuktiga skogar. De liknade vid fyndtillfället mer en savann. Enligt uppskattningar är Porthidium volcanicum nattaktiv och den vistas främst på marken. Troligen lägger honor inga ägg utan de föder levande ungar.
Etablering av odlingsmark och användning av pesticider hotar beståndet. Fram till 2014 var bara 10 exemplar kända. IUCN listar Porthidium volcanicum med kunskapsbrist (DD).